# A Bűnös Chicago epizódjainak listája
Ez a lista a Bűnös Chicago című amerikai sorozat epizódjait tartalmazza.

## Évados áttekintés
| Évad | Évad | Epizódok | Eredeti sugárzás     | Eredeti sugárzás  | Eredeti adó          | Magyar sugárzás     | Magyar sugárzás     | Magyar adó               |
| Évad | Évad | Epizódok | Évadpremier          | Évadfinálé        | Eredeti adó          | Évadpremier         | Évadfinálé          | Magyar adó               |
| ---- | ---- | -------- | -------------------- | ----------------- | -------------------- | ------------------- | ------------------- | ------------------------ |
|      | 1    | 15       | 2014. január 8.      | 2014. május 21.   |                      | 2014. október 21.   | 2015. augusztus 22. | (1–8. rész) (9–15. rész) |
|      | 2    | 23       | 2014. szeptember 24. | 2015. május 20.   | 2015. augusztus 23.  | 2015. november 8.   |                     |                          |
|      | 3    | 23       | 2015. szeptember 30. | 2016. május 25.   | 2017. június 20.     | 2017. december 4.   |                     |                          |
|      | 4    | 23       | 2016. szeptember 21. | 2017. május 17.   | 2017. december 12.   | 2018. június 26.    |                     |                          |
|      | 5    | 22       | 2017. szeptember 27. | 2018. május 9.    | 2018. július 3.      | 2019. január 14.    |                     |                          |
|      | 6    | 22       | 2018. szeptember 26. | 2019. május 22.   | 2020. szeptember 30. | 2020. október 29.   |                     |                          |
|      | 7    | 20       | 2019. szeptember 25. | 2020. április 15. | 2023. február 14.    | 2023. február 14.   |                     |                          |
|      | 8    | 16       | 2020. november 11.   | 2021. május 26.   | 2021. október 20.    | 2021. november 10.  |                     |                          |
|      | 9    | 22       | 2021. szeptember 22. | 2022. május 25.   | 2022. június 28.     | 2022. augusztus 10. |                     |                          |
|      | 10   | 22       | 2022. szeptember 21. | 2023. május 24.   | 2023. augusztus 4.   | 2023. szeptember 2. |                     |                          |
|      | 11   | 13       | 2024. január 17.     | 2024. május 22.   | 2024. október 2.     | 2024. október 12.   |                     |                          |
|      | 12   | 22       | 2024. szeptember 25. | 2025. május 21.   |                      |                     |                     |                          |
|      | 13   | 21       | 2025. október 1.     | 2026.             |                      |                     |                     |                          |

## Bevezető rész (2013)
A Bevezető rész a Lángoló Chicago-ban volt.
| Sor. | Év. | Cím                                                                      | Rendező       | Író                                                                          | Premier                          | Nézettség   | Gyártási szám |
| ---- | --- | ------------------------------------------------------------------------ | ------------- | ---------------------------------------------------------------------------- | -------------------------------- | ----------- | ------------- |
| 23.  | 23. | Engedje el! (Bevezető: Bűnös Chicago) (Let Her Go (Pilot: Chicago P.D.)) | Joe Chappelle | Történet: Dick Wolf és Matt Olmstead Tévéjáték: Michael Brandt és Derek Haas | 2013. május 15. 2013. június 30. | 6,90 millió | 123           |

## 1. évad (2014)
| Sor. | Év. | Cím                                            | Rendező            | Író                                                                          | Premier                              | Nézettség   | Gyártási szám |
| ---- | --- | ---------------------------------------------- | ------------------ | ---------------------------------------------------------------------------- | ------------------------------------ | ----------- | ------------- |
| 1.   | 1.  | Lépcsőfok (Stepping Stone)                     | Michael Slovis     | Matt Olmstead                                                                | 2014. január 8. 2014. október 21.    | 8,59 millió | 101           |
| 2.   | 2.  | Rossz oldalon (Wrong Side of the Bars)         | Joe Chappelle      | Michael Brandt és Derek Haas                                                 | 2014. január 15. 2014. október 28.   | 5,50 millió | 102           |
| 3.   | 3.  | Állj! (Chin Check)                             | Sanford Bookstaver | David Hoselton                                                               | 2014. január 22. 2014. november 4.   | 6,24 millió | 103           |
| 4.   | 4.  | Most, mindig, örökké (Now Is Always Temporary) | Mark Tinker        | Denitria Harris-Lawrence                                                     | 2014. január 29. 2014. november 11.  | 6,89 millió | 104           |
| 5.   | 5.  | 30 léggömb (Thirty Balloons)                   | Karen Gaviola      | Craig Gore és Tim Walsh                                                      | 2014. február 5. 2014. november 18.  | 6 millió    | 105           |
| 6.   | 6.  | Egyezmények (Conventions)                      | Alik Sakharov      | Maisha Closson                                                               | 2014. február 26. 2014. november 25. | 8 millió    | 106           |
| 7.   | 7.  | A fizetendő ár (The Price We Pay)              | Mark Tinker        | Michael Brandt és Derek Haas                                                 | 2014. március 5. 2014. december 2.   | 6,05 millió | 107           |
| 8.   | 8.  | Különböző hibák (Different Mistakes)           | Fred Berner        | Bryan Garcia                                                                 | 2014. március 12. 2014. december 9.  | 5,84 millió | 108           |
| 9.   | 9.  | Anyagi tanú (A Material Witness)               | Sanford Bookstaver | Michael Batistick                                                            | 2014. március 19. 2015. augusztus 1. | 5,74 millió | 109           |
| 10.  | 10. | Ez nem igazság (At Least It's Justice)         | Michael Slovis     | Craig Gore és Tim Walsh                                                      | 2014. április 2. 2015. augusztus 2.  | 5,75 millió | 110           |
| 11.  | 11. | Kapcsold le a villanyt (Turn the Light Off)    | Nick Gomez         | David Hoselton                                                               | 2014. április 9. 2015. augusztus 8.  | 6,49 millió | 111           |
| 12.  | 12. | 20:30 (8:30 PM)                                | Mark Tinker        | Történet: Dick Wolf és Matt Olmstead Tévéjáték: Michael Brandt és Derek Haas | 2014. április 30. 2015. augusztus 9. | 7,28 millió | 112           |
| 13.  | 13. | Az én utam (My Way)                            | Karen Gaviola      | Matt Olmstead és Michael Batistick                                           | 2014. május 7. 2015. augusztus 15.   | 5,39 millió | 113           |
| 14.  | 14. | A dokkok (The Docks)                           | Nick Gomez         | Craig Gore és Tim Walsh                                                      | 2014. május 14. 2015. augusztus 16.  | 6,06 millió | 114           |
| 15.  | 15. | Gyönyörű barátság (A Beautiful Friendship)     | Mark Tinker        | Történet: Michael Batistick Tévéjáték: Michael Brandt és Derek Haas          | 2014. május 21. 2015. augusztus 22.  | 6,27 millió | 115           |

## 2. évad (2014–2015)
| Sor. | Év. | Cím                                                          | Rendező            | Író                                                                               | Premier                                  | Nézettség   | Gyártási szám |
| --- | --- | ------------------------------------------------------------ | ------------------ | --------------------------------------------------------------------------------- | ---------------------------------------- | ----------- | ------------- |
| 16. | 1.  | Hívd, ahogy akarod (Call It Macaroni)                        | Mark Tinker        | Matt Olmstead                                                                     | 2014. szeptember 24. 2015. augusztus 23. | 8,51 millió | 201           |
| 17. | 2.  | Hozd a cigarettám! (Get My Cigarettes)                       | Arthur W. Forney   | Craig Gore és Tim Walsh                                                           | 2014. október 1. 2015. augusztus 29.     | 6,63 millió | 202           |
| 18. | 3.  | A megálló (The Weigh Station)                                | Nick Gomez         | Michael Batistick                                                                 | 2014. október 8. 2015. augusztus 30.     | 6,67 millió | 203           |
| 19. | 4.  | Csirke, dinamit, láncfűrész (Chicken, Dynamite, Chainsaw)    | Reza Tabrizi       | Mo Masi                                                                           | 2014. október 15. 2015. szeptember 5.    | 6,78 millió | 204           |
| 20. | 5.  | Feleség (An Honest Woman)                                    | Mark Tinker        | Michael Weiss                                                                     | 2014. október 22. 2015. szeptember 6.    | 6,85 millió | 205           |
| 21. | 6.  | Labdajáték a börtönben (Prison Ball)                         | Sanford Bookstaver | Eduardo Javier Canto és Ryan Maldonado                                            | 2014. november 5. 2015. szeptember 12.   | 6,15 millió | 206           |
| 22. | 7.  | Csak a testemen át (They'll Have to Go Through Me)           | Sanford Bookstaver | Történet: Dick Wolf és Matt Olmstead Tévéjáték: Maisha Closson                    | 2014. november 12. 2015. szeptember 13.  | 9,54 millió | 207           |
| Ez az epizód egy crossover harmadik része amely, a Lángoló Chicago "Senki sem ér hozzá" (3x7) című részében kezdődött el, valamint az Esküdt ellenségek: Különleges ügyosztály "Chicago Crossover" (16x7) című részben folytatódik. |     |                                                              |                    |                                                                                   |                                          |             |               |
| 23. | 8.  | Az év megbízatása (Assignment of the Year)                   | Nick Gomez         | Mick Betancourt                                                                   | 2014. november 19. 2015. szeptember 19.  | 7,29 millió | 208           |
| 24. | 9.  | Halálhír (Called in Dead)                                    | Alik Sakharov      | Craig Gore és Tim Walsh                                                           | 2014. december 10. 2015. szeptember 20.  | 6,71 millió | 209           |
| 25. | 10. | Nem kellett volna egyedül lennie (Shouldn't Have Been Alone) | Fred Berner        | Michael Weiss                                                                     | 2015. január 7. 2015. szeptember 26.     | 7,41 millió | 210           |
| 26. | 11. | Már nem dolgozunk együtt (We Don't Work Together Anymore)    | Mario Van Peebles  | Michael Bastick és Mo Masi                                                        | 2015. január 14. 2015. szeptember 27.    | 6,77 millió | 211           |
| 27. | 12. | Diszkó Bob (Disco Bob)                                       | Holly Dale         | Maisha Closson és Cole Maliska                                                    | 2015. január 21. 2015. október 3.        | 7 millió    | 212           |
| 28. | 13. | Egy kis ördög-komplexus (A Little Devil Complex)             | Steve Shill        | Michael Brandt és Derek Haas                                                      | 2015. február 4. 2015. október 4.        | 7,58 millió | 213           |
| Ez az epizód crossovert fejez be amely, a Lángoló Chicago "Ma este" (2x13) című részében kezdődött el. |     |                                                              |                    |                                                                                   |                                          |             |               |
| 29. | 14. | Erin anyukája (Erin's Mom)                                   | Mark Tinker        | Craig Gore és Tim Walsh                                                           | 2015. február 11. 2015. október 10.      | 6,58 millió | 214           |
| 30. | 15. | Mivel foglalkozol? (What Do You Do)                          | Nick Gomez         | Michael Brandt és Derek Haas                                                      | 2015. február 18. 2015. október 11.      | 7,08 millió | 215           |
| 31. | 16. | Amitől eléred a határt (What Puts You On That Ledge)         | Fred Berner        | Eduardo Javier Canto és Ryan Maldonado                                            | 2015. február 25. 2015. október 17.      | 7,43 millió | 216           |
| 32. | 17. | Chicago módi (Say Her Real Name)                             | Nick Gomez         | Történet: Dick Wolf és Matt Olmstead Tévéjáték: Craig Gore és Tim Walsh           | 2015. március 25. 2015. október 18.      | 6,34 millió | 217           |
| 33. | 18. | Visszatérés a helyes útra (Get Back to Even)                 | Jann Turner        | Michael Weiss                                                                     | 2015. április 1. 2015. október 24.       | 6,59 millió | 218           |
| 34. | 19. | A tipikus hármas (The Three Gs)                              | Sanford Bookstaver | Craig Gore és Tim Walsh                                                           | 2015. április 8. 2015. október 25.       | 6,73 millió | 219           |
| 35. | 20. | Patkányok száma (The Number of Rats)                         | Nick Gomez         | Történet: Matt Olmstead és Warren Leight Tévéjáték: Matt Olmstead és Cole Maliska | 2015. április 29. 2015. október 31.      | 8,07 millió | 220           |
| 36. | 21. | Itt az én kislányom! (There's My Girl)                       | Mark Tinker        | Michael Batstick és Mo Masi                                                       | 2015. május 6. 2015. november 1.         | 6,54 millió | 221           |
| 37. | 22. | Szabadulj meg a fájdalomtól! (Push The Pain Away)            | Sanford Bookstaver | Történet: Eduardo Javier Canto és Ryan Maldonado Tévéjáték: Michael Weiss         | 2015. május 13. 2015. november 7.        | 6,94 millió | 222           |
| 38. | 23. | Rossz csillagzat alatt született (Born Into Bad News)        | Mark Tinker        | Craig Gore és Tim Walsh                                                           | 2015. május 20. 2015. november 8.        | 7,21 millió | 223           |

## 3. évad (2015–2016)
| Sor. | Év. | Cím                                                                                             | Rendező              | Író                                                                                 | Premier                                | Nézettség   | Gyártási szám |
| --- | --- | ----------------------------------------------------------------------------------------------- | -------------------- | ----------------------------------------------------------------------------------- | -------------------------------------- | ----------- | ------------- |
| 39. | 1.  | Az élet folyékony (Life is Fluid)                                                               | Arthur W. Forney     | Craig Gore és Tim Walsh                                                             | 2015. szeptember 30. 2017. június 20.  | 6,65 millió | 301           |
| 40. | 2.  | Elbeszélő (Natural Born Storyteller)                                                            | Mark Tinker          | Mike Weiss                                                                          | 2015. október 7. 2017. június 27.      | 6,49 millió | 302           |
| 41. | 3.  | A tényleges fizikai erőszak (Actual Physical Violence)                                          | Fred Berner          | Eduardo Javier Canto és Ryan Maldonado                                              | 2015. október 14. 2017. július 4.      | 6,58 millió | 303           |
| 42. | 4.  | A múlt adósságai (Debts of the Past)                                                            | Rohn Schmidt         | Michael Brandt és Derek Haas                                                        | 2015. október 21. 2017. július 11.     | 6,24 millió | 304           |
| 43. | 5.  | Hegymászás az ágyban (Climbing Into Bed)                                                        | Mark Tinker          | Cole Maliska                                                                        | 2015. október 28. 2017. július 18.     | 6,14 millió | 305           |
| 44. | 6.  | Soha nem tudod ki ő (You Never Know Who's Who)                                                  | Lin Oeding           | Craig Gore és Tim Walsh                                                             | 2015. október 28. 2017. augusztus 1.   | 6,14 millió | 306           |
| 45. | 7.  | Egy halott kölyök, egy notebook és egy csomó talán (A Dead Kid, a Notebook and a Lot of Maybes) | Charlotte Brändström | Timothy J. Sexton                                                                   | 2015. november 4. 2017. augusztus 8.   | 6,48 millió | 307           |
| 46. | 8.  | Felejtsd el a nevemet! (Forget My Name)                                                         | Nick Gomez           | Mike Weiss                                                                          | 2015. november 11. 2017. augusztus 15. | 6,79 millió | 308           |
| 47. | 9.  | Soha ne felejtsd el, hogy szeretlek (Never Forget I Love You)                                   | Terry Miller         | Történet: Ryan Maldonado és Eduardo Javier Canto Tévéjáték: Craig Gore és Tim Walsh | 2015. november 18. 2017. augusztus 21. | 6,47 millió | 309           |
| 48. | 10. | Most én vagyok az Isten (Now I'm God)                                                           | Holly Dale           | Jamie Pachino                                                                       | 2016. január 6. 2017. augusztus 29.    | 8,75 millió | 310           |
| 49. | 11. | Kihúzták a családot (Knocked The Family Right Out)                                              | Mark Tinker          | Mo Masi                                                                             | 2016. január 13. 2017. szeptember 5.   | 7,99 millió | 311           |
| 50. | 12. | Vigyázunk egymásra (Looking Out For Stateville)                                                 | Fred Berner          | Craig Gore és Tim Walsh                                                             | 2016. január 20. 2017. szeptember 12.  | 6,52 millió | 312           |
| 51. | 13. | Üss meg (Hit Me)                                                                                | Rohn Schmidt         | Mike Weiss és Cole Maliska                                                          | 2016. február 3. 2017. szeptember 19.  | 7,22 millió | 313           |
| 52. | 14. | Gregory Williams dalai (The Song of Gregory Williams Yates)                                     | Michael Grossman     | Jamie Pachino                                                                       | 2016. február 10. 2017. szeptember 26. | 8,28 millió | 314           |
| Ez az epizód crossovert fejez be amely, az Esküdt ellenségek: Különleges ügyosztály "Országos körözés" (17x14) című részében kezdődött el. |     |                                                                                                 |                      |                                                                                     |                                        |             |               |
| 53. | 15. | Egy éjszakai bagoly (A Night Owl)                                                               | Nick Gomez           | Timothy J. Sexton                                                                   | 2016. február 17. 2017. október 3.     | 7,45 millió | 315           |
| 54. | 16. | Az ügyek amelyeket meg kell oldani (The Cases that Need to be Solved)                           | Jean de Segonzac     | Matt Olmstead                                                                       | 2016. február 24. 2017. október 10.    | 6,99 millió | 316           |
| 55. | 17. | Az elhagyott 0.40-es kaliberű (Forty-Caliber Bread Crumb)                                       | Jann Turner          | Craig Gore és Tim Walsh                                                             | 2016. március 2. 2017. október 17.     | 7,17 millió | 317           |
| 56. | 18. | Alkalmi nagy A-val (Kasual with a K)                                                            | David Rodriguez      | Eduardo Javier Canto és Ryan Maldonado                                              | 2016. március 23. 2017. október 31.    | 6,27 millió | 318           |
| 57. | 19. | Egy normális világban (If We Were Normal)                                                       | Mark Tinker          | Mo Masi                                                                             | 2016. március 30. 2017. november 7.    | 6,79 millió | 319           |
| 58. | 20. | A táskában (In A Duffel Bag)                                                                    | Nick Gomez           | Jamie Pachino                                                                       | 2016. május 4. 2017. november 14.      | 6,32 millió | 320           |
| 59. | 21. | Igazság (Bevezető: Chicago Justice) (Justice (Pilot: Chicago Justice))                          | Jean de Segonzac     | Történet: Dick Wolf Tévéjáték: Michael Brandt, Derek Haas és Matt Olmstead          | 2016. május 11. 2017. november 21.     | 6,75 millió | 321           |
| 60. | 22. | Megkapott minket (She's Got Us)                                                                 | Lin Oeding           | Mike Weiss                                                                          | 2016. május 18. 2017. november 27.     | 6,93 millió | 322           |
| 61. | 23. | Indítsa el az állását (Start Digging)                                                           | Mark Tinker          | Craig Gore és Tim Walsh                                                             | 2016. május 25. 2017. december 4.      | 6,88 millió | 323           |

## 4. évad (2016–2017)
| Sor. | Év. | Cím                                                                  | Rendező              | Író                                 | Premier                                 | Nézettség   | Gyártási szám |
| ---- | --- | -------------------------------------------------------------------- | -------------------- | ----------------------------------- | --------------------------------------- | ----------- | ------------- |
| 62.  | 1.  | A siló (The Silos)                                                   | Mark Tinker          | Matt Olmstead                       | 2016. szeptember 21. 2017. december 12. | 6,87 millió | 401           |
| 63.  | 2.  | Rossz fordulat (Made a Wrong Turn)                                   | Fred Berner          | Craig Gore és Tim Walsh             | 2016. szeptember 28. 2017. december 19. | 6,14 millió | 402           |
| 64.  | 3.  | Minden henger palástja (All Cylinders Firing)                        | Nick Gomez           | Mike Weiss                          | 2016. október 5. 2018. január 9.        | 6,22 millió | 403           |
| 65.  | 4.  | Nagy barátok, nagy ellenségek (Big Friends, Big Enemies)             | Rohn Schmidt         | Gwen Sigan                          | 2016. október 12. 2018. január 16.      | 6,15 millió | 404           |
| 66.  | 5.  | Háborús zóna (A War Zone)                                            | Eriq La Salle        | Tiller Russell                      | 2016. október 26. 2018. január 23.      | 5,82 millió | 405           |
| 67.  | 6.  | Barátomű (Some Friend)                                               | Mark Tinker          | Timothy J. Sexton                   | 2016. november 9. 2018. január 30.      | 5,70 millió | 406           |
| 68.  | 7.  | 300 000 like (300,000 Likes)                                         | Charlotte Brandström | Jamie Pachino                       | 2016. november 16. 2018. február 6.     | 6,11 millió | 407           |
| 69.  | 8.  | Egy lövés hallatszott a világ körül (A Shot Heard Around the World)  | Terry Miller         | Matt Olmstead és Gwen Sigan         | 2016. november 16. 2018. február 13.    | 6,11 millió | 408           |
| 70.  | 9.  | Ne temesd el ezt az ügyet (Don't Bury This Case)                     | Cherie Nowlan        | Craig Gore és Tim Walsh             | 2017. január 3. 2018. február 20.       | 7,89 millió | 409           |
| 71.  | 10. | Ne olvasd el a híreket! (Don't Read the News)                        | Nick Gomez           | Mike Weiss                          | 2017. január 4. 2018. február 27.       | 6,30 millió | 410           |
| 72.  | 11. | Csak szeretnéd (You Wish)                                            | Mark Tinker          | Tiller Russell                      | 2017. január 11. 2018. március 6.       | 6,60 millió | 411           |
| 73.  | 12. | Templom (Sanctuary)                                                  | John Hyams           | Timothy J. Sexton                   | 2017. január 18. 2018. március 13.      | 7,11 millió | 412           |
| 74.  | 13. | Emlékszem rá (I Remember Her Now)                                    | David Rodriguez      | Gwen Sigan                          | 2017. február 8. 2018. március 20.      | 6,27 millió | 413           |
| 75.  | 14. | Indítvány (Seven Indictments)                                        | Mark Tinker          | Jamie Pachino                       | 2017. február 15. 2018. március 27.     | 6,68 millió | 414           |
| 76.  | 15. | Kedv, szeretett, rosszindulat (Favor, Affection, Malice or Ill-Will) | Holly Dale           | Craig Gore és Tim Walsh             | 2017. február 22. 2018. április 10.     | 6,68 millió | 415           |
| 77.  | 16. | Érzelmi közelség: 2. rész (Emotional Proximity: Part 2)              | Reza Tabrizi         | Matt Olmstead                       | 2017. március 1. 2018. április 17.      | 9,59 millió | 416           |
| 78.  | 17. | Emlékezz az ördögre (Remember the Devil)                             | Rohn Schmidt         | Mike Weiss                          | 2017. március 22. 2018. április 24.     | 6,39 millió | 417           |
| 79.  | 18. | Kevés fény (Little Bit of Light)                                     | Lin Oeding           | Gwen Sigan                          | 2017. március 29. 2018. május 8.        | 6,10 millió | 418           |
| 80.  | 19. | Utolsó ellenállás (Last Minute Resistance)                           | John Hyams           | Timothy J. Sexton                   | 2017. április 5. 2018. május 15.        | 6,52 millió | 419           |
| 81.  | 20. | Megragadva az üdvözüléshez (Grasping for Salvation)                  | David Rodriguez      | Tiller Russell                      | 2017 április 26. 2018. május 29.        | 6,27 millió | 420           |
| 82.  | 21. | Fagin (Fagin)                                                        | Fred Berner          | Craig Gore és Tim Walsh             | 2017. május 3. 2018. június 5.          | 6,15 millió | 421           |
| 83.  | 22. | Egyfős hadsereg (Army of One)                                        | John Whitesell       | Tiller Russell és Timothy J. Sexton | 2017. május 10. 2018. június 19.        | 6,17 millió | 422           |
| 84.  | 23. | Elágazás (Fork in the Road)                                          | Mark Tinker          | Mike Weiss                          | 2017. május 17. 2018. június 26.        | 6,50 millió | 423           |

## 5. évad (2017–2018)
| Sor. | Év. | Cím                                    | Rendező        | Író                                                           | Premier                                 | Nézettség   | Gyártási szám |
| ---- | --- | -------------------------------------- | -------------- | ------------------------------------------------------------- | --------------------------------------- | ----------- | ------------- |
| 85.  | 1.  | Megújulás (Reform)                     | Eriq La Salle  | Rick Eid                                                      | 2017. szeptember 27. 2018. július 3.    | 6,11 millió | 501           |
| 86.  | 2.  | A hősök sorsa (The Thing About Heroes) | Rohn Schmidt   | John Dove                                                     | 2017. október 4. 2018. július 10.       | 6,19 millió | 502           |
| 87.  | 3.  | Ígéret (Promise)                       | John Whitesell | Timothy J. Sexton                                             | 2017. október 11. 2018. július 24.      | 6,07 millió | 503           |
| 88.  | 4.  | Besúgó (Snitch)                        | Terry Miller   | Történet: Rick Eid Tévéjáték: Rick Eid és Gavin Harris        | 2017. október 18. 2018. július 31.      | 5,79 millió | 504           |
| 89.  | 5.  | Otthon (Home)                          | Eriq La Salle  | Sharon Lee Watson                                             | 2017. október 25. 2018. augusztus 14.   | 6,16 millió | 505           |
| 90.  | 6.  | Bukott (Fallen)                        | Nick Gomez     | Gavin Harris                                                  | 2017. november 8. 2018. augusztus 28.   | 5,16 millió | 506           |
| 91.  | 7.  | Tűz alatt (Care Under Fire)            | Lily Mariye    | Gwen Sigan                                                    | 2017. november 15. 2018. szeptember 4.  | 6,39 millió | 507           |
| 92.  | 8.  | Politikusok (Politics)                 | Mark Tinker    | Kinan Copen                                                   | 2017. november 29. 2018. szeptember 11. | 6,95 millió | 508           |
| 93.  | 9.  | Szörnyeteg (Monster)                   | Valerie Weiss  | Timothy J. Sexton                                             | 2017. december 6. 2018. szeptember 25.  | 6,52 millió | 509           |
| 94.  | 10. | A nyúl ürege (Rabbit Hole)             | Carl Seaton    | Rick Eid és Gwen Sigan                                        | 2018. január 3. 2018. október 2.        | 6,78 millió | 510           |
| 95.  | 11. | Bizalom (Confidential)                 | Mark Tinker    | Rick Eid és Sharon Lee Watson                                 | 2018. január 10. 2018. október 11.      | 6,86 millió | 511           |
| 96.  | 12. | Elrabolva (Captive)                    | Eriq La Salle  | Gavin Harris                                                  | 2018. január 17. 2018. október 18.      | 6,66 millió | 512           |
| 97.  | 13. | Démonokra vadászva (Chasing Monsters)  | Terry Miller   | John Dove                                                     | 2018. január 31. 2018. október 25.      | 6,72 millió | 513           |
| 98.  | 14. | Himnusz (Anthem)                       | John Hyams     | Timothy J. Sexton                                             | 2018. február 7. 2018. november 1.      | 7,25 millió | 514           |
| 99.  | 15. | Nagy nővér (Sisterhood)                | Rohn Schmidt   | Rick Eid és Katherine Visconti                                | 2018. február 28. 2018. november 8.     | 6,09 millió | 515           |
| 100. | 16. | Profil (Profiles)                      | Eriq La Salle  | Gwen Sigan                                                    | 2018. március 7. 2018. november 15.     | 6,62 millió | 516           |
| 101. | 17. | Töréspont (Breaking Point)             | Terry Miller   | Sharon Lee Watson                                             | 2018. március 14. 2018. november 22.    | 6,54 millió | 517           |
| 102. | 18. | Szellemek (Ghosts)                     | Nick Gomez     | Gavin Harris                                                  | 2018. március 21. 2018. november 29.    | 6,92 millió | 518           |
| 103. | 19. | Bosszú (Payback)                       | Nicole Rubio   | Történet: John Dove és Timothy J. Sexton Tévéjáték: John Dove | 2018. április 11. 2018. december 6.     | 5,89 millió | 519           |
| 104. | 20. | Mentés (Saved)                         | Paul McCrane   | Gwen Sigan                                                    | 2018. április 18. 2018. december 13.    | 6,62 millió | 520           |
| 105. | 21. | Hűség (Allegiance)                     | Carl Seaton    | Rick Eid és Timothy J. Sexton                                 | 2018. május 2. 2018. december 20.       | 6,06 millió | 521           |
| 106. | 22. | Hazatérés (Homecoming)                 | Eriq La Salle  | Rick Eid és Timothy J. Sexton                                 | 2018. május 9. 2019. január 14.         | 6,34 millió | 522           |

## 6. évad (2018–2019)
| Sor. | Év. | Cím                                       | Rendező            | Író                                                                          | Premier                                   | Nézettség   | Gyártási szám |
| ---- | --- | ----------------------------------------- | ------------------ | ---------------------------------------------------------------------------- | ----------------------------------------- | ----------- | ------------- |
| 107. | 1.  | Új norma (New Normar)                     | Eriq La Salle      | Rick Eid                                                                     | 2018. szeptember 26. 2020. szeptember 30. | 7,14 millió | 601           |
| 108. | 2.  | Lezárások (Endings)                       | David Rodriguez    | Gwen Sigan                                                                   | 2018. október 3. 2020. október 1.         | 7,78 millió | 602           |
| 109. | 3.  | Rosszfiúk (Bad Boys)                      | Nick Gomez         | Timothy J. Sexton                                                            | 2018. október 10. 2020. október 2.        | 7,16 millió | 603           |
| 110. | 4.  | Az utas (Ride Along)                      | Nicole Rubio       | Gavin Harris                                                                 | 2018. október 17. 2020. október 3.        | 6,95 millió | 604           |
| 111. | 5.  | Apák és fiak (Fathers and Sons)           | Eriq La Salle      | Jeffrey Nachmanoff                                                           | 2018. október 24. 2020. október 6.        | 6,64 millió | 605           |
| 112. | 6.  | Igaz vagy hamis (True or False)           | Paul McCrane       | Történet: Rick Eid és Gavin Harris Tévéjáték: Rick Eid                       | 2018. október 31. 2020. október 7.        | 6,95 millió | 606           |
| 113. | 7.  | Őrjítő (Trigger)                          | Carl Seaton        | Todd Robinson                                                                | 2018. november 7. 2020. október 8.        | 6,84 millió | 607           |
| 114. | 8.  | Fekete és kék (Black and Blue)            | Christine Swanson  | Kim Rome                                                                     | 2018. november 14. 2020. október 9.       | 6,00 millió | 608           |
| 115. | 9.  | Lejtő (Descent)                           | Nicole Rubio       | Rick Eid és Timothy J. Sexton                                                | 2018. december 5. 2020. október 10.       | 6,82 millió | 609           |
| 116. | 10. | Testvériség (Brotherhood)                 | Mykelti Williamson | Gwen Sigan                                                                   | 2019. január 9. 2020. október 13.         | 6,86 millió | 610           |
| 117. | 11. | Bizalom (Trust)                           | Lily Mariye        | Gavin Harris                                                                 | 2019. január 16. 2020. október 14.        | 7,26 millió | 611           |
| 118. | 12. | Gyalázat (Outrage)                        | Vince Misiano      | Történet: Timothy J. Sexton és April Fitsimmons Tévéjáték: Timothy J. Sexton | 2019. január 23. 2020. október 15.        | 7,22 millió | 612           |
| 119. | 13. | Este Chicago-ban (Night in Chicago)       | Eriq La Salle      | Rick Eid és Ike Smith                                                        | 2019. február 6. 2020. október 16.        | 7,38 millió | 613           |
| 120. | 14. | Kötelék (Ties That Bind)                  | Paul McCrane       | Kim Rome és Katherine Visconti                                               | 2019. február 13. 2020. október 17.       | 7,49 millió | 614           |
| 121. | 15. | Jóemberek (Good Men)                      | Donald Petrie      | Gwen Sigan                                                                   | 2019. február 20. 2020. október 20.       | 8,91 millió | 615           |
| 122. | 16. | Az elfelejtettek (The Forgotten)          | Eriq La Salle      | Gavin Harris                                                                 | 2019. február 27. 2020. október 21.       | 7,15 millió | 616           |
| 123. | 17. | Kínzott gyilkos (Pain Killer)             | Nicole Rubio       | Timothy J. Sexton                                                            | 2019. március 27. 2020. október 22.       | 7,01 millió | 617           |
| 124. | 18. | Ez a város (This City)                    | Carl Seaton        | Rick Eid és Gwen Sigan                                                       | 2019. április 3. 2020. október 23.        | 6,86 millió | 618           |
| 125. | 19. | Mi lehetett volna? (What Could Have Been) | Eriq La Salle      | Rick Eid és Gwen Sigan                                                       | 2019. április 24. 2020. október 24.       | 6,99 millió | 619           |
| 126. | 20. | Áldozat (Sacrifice)                       | John Hyams         | Gavin Harris                                                                 | 2019. május 8. 2020. október 27.          | 6,29 millió | 620           |
| 127. | 21. | Vallomás (Confession)                     | Carl Seaton        | Timothy J. Sexton                                                            | 2019. május 15. 2020. október 28.         | 6,73 millió | 621           |
| 128. | 22. | Elszámolás (Reckoning)                    | Eriq La Salle      | Rick Eid és Gwen Sigan                                                       | 2019. május 22. 2020. október 29.         | 6,59 millió | 622           |

## 7. évad (2019–2020)
| Sor. | Év. | Cím                                    | Rendező            | Író                                                     | Premier                                | Nézettség   | Gyártási szám |
| --- | --- | -------------------------------------- | ------------------ | ------------------------------------------------------- | -------------------------------------- | ----------- | ------------- |
| 129. | 1.  | Kétség (Doubt)                         | Eriq La Salle      | Rick Eid és Gavin Harris                                | 2019. szeptember 25. 2023. február 14. | 6,49 millió | 701           |
| 130. | 2.  | Eszközök (Assets)                      | Carl Seaton        | Rick Eid és Gavin Harris                                | 2019. október 2. 2023. február 14.     | 5,90 millió | 702           |
| 131. | 3.  | Család (Familia)                       | Eriq La Salle      | Timothy J. Sexton                                       | 2019. október 9. 2023. február 14.     | 6,34 millió | 703           |
| 132. | 4.  | Fertőzés: 3. rész (Infection: Part 3)  | Eriq La Salle      | Történet: Gwen Sigan Tévéjáték: Dick Wolf és Derek Haas | 2019. október 16. 2023. február 14.    | 8,62 millió | 704           |
| 133. | 5.  | Testvérek örzője (Brother's Keeper)    | Vince Misiano      | Joe Halpin                                              | 2019. október 23. 2023. február 14.    | 6,64 millió | 705           |
| 134. | 6.  | Álpozitív (False Positive)             | David Rodriguez    | Scott Gold                                              | 2019. október 30. 2023. február 14.    | 6,29 millió | 706           |
| 135. | 7.  | Az informátor (Informant)              | Vince Misiano      | Gwen Sigan                                              | 2019. november 6. 2023. február 14.    | 6,44 millió | 707           |
| 136. | 8.  | Megbánás nélkül (No Regrets)           | Mykelti Williamson | Kim Rome                                                | 2019. november 13. 2023. február 14.   | 6,47 millió | 708           |
| 137. | 9.  | Bűnbocsánat (Absolution)               | Paul McCrane       | Gavin Harris                                            | 2019. november 20. 2023. február 14.   | 6,88 millió | 709           |
| 138. | 10. | Irgalom (Mercy)                        | Olivia Newman      | Timothy J. Sexton                                       | 2020. január 8. 2023. február 14.      | 7,02 millió | 710           |
| 139. | 11. | Normál (43rd and Normal)               | Chad Saxton        | Rick Eid & Gwen Sigan                                   | 2020. január 15. 2023. február 14.     | 6,78 millió | 711           |
| 140. | 12. | A biztos rossz (The Devil You Know)    | Eriq La Salle      | Scott Gold                                              | 2020. január 22. 2023. február 14.     | 6,91 millió | 712           |
| 141. | 13. | Itt voltam (I Was Here)                | Charles S. Carroll | Gwen Sigan                                              | 2020. február 5. 2023. február 14.     | 7,14 millió | 713           |
| 142. | 14. | Telitalálat (Center Mass)              | Lisa Demaine       | Gavin Harris                                            | 2020. február 12. 2023. február 14.    | 7,00 millió | 714           |
| 143. | 15. | Az igazság terhe (Burden of Truth)     | Eriq La Salle      | Rick Eid & Gwen Sigan                                   | 2020. február 26. 2023. február 14.    | 8,12 millió | 715           |
| 144. | 16. | Bensőséges erőszak (Intimate Violence) | Mykelti Williamson | Timothy J. Sexton & Ike Smith                           | 2020. március 4. 2023. február 14.     | 7,07 millió | 716           |
| 145. | 17. | A bukás előtt (Before the Fall)        | Nicole Rubio       | Scott Gold & Jake Tinker                                | 2020. március 18. 2023. február 14.    | 7,50 millió | 717           |
| 146. | 18. | Határok (Lines)                        | Alex Chapple       | Kim Rome & Gwen Sigan                                   | 2020. március 25. 2023. február 14.    | 7,75 millió | 718           |
| Ez az epizód egy crossover első része amely, az FBI – New York különleges ügynökei "Érzelmi menedék" (2x19) című részében fejeződik be. |     |                                        |                    |                                                         |                                        |             |               |
| 147. | 19. | Eltemetett titkok (Buried Secrets)     | Paul McCrane       | Timothy J. Sexton & Gwen Sigan                          | 2020. április 8. 2023. február 14.     | 7,75 millió | 719           |
| 148. | 20. | Az éj csendje (Silence of the Night)   | Eriq La Salle      | Rick Eid & Gavin Harris                                 | 2020. április 15. 2023. február 14.    | 7,82 millió | 720           |

## 8. évad (2020–2021)
| Sor. | Év. | Cím                                         | Rendező            | Író                     | Premier                              | Nézettség   | Gyártási szám |
| ---- | --- | ------------------------------------------- | ------------------ | ----------------------- | ------------------------------------ | ----------- | ------------- |
| 149. | 1.  | Harc a kísértetekkel (Fighting Ghosts)      | Eriq La Salle      | Rick Eid & Gavin Harris | 2020. november 11. 2021. október 20. | 6,43 millió | 801           |
| 150. | 2.  | Fehér ököl (White Knuckle)                  | Nicole Rubio       | Gwen Sigan              | 2020. november 18. 2021. október 21. | 6,38 millió | 802           |
| 151. | 3.  | Zsenge kor (Tender Age)                     | Eriq La Salle      | Gwen Sigan              | 2021. január 13. 2021. október 22.   | 6,58 millió | 803           |
| 152. | 4.  | A megbocsáthatatlan (Unforgiven)            | Chad Saxton        | Rick Eid & Gavin Harris | 2021. január 27. 2021. október 23.   | 5,97 millió | 804           |
| 153. | 5.  | A gondjaidra bízom (In Your Care)           | Charles S. Carroll | Gwen Sigan              | 2021. február 3. 2021. október 26.   | 6,09 millió | 805           |
| 154. | 6.  | Egyenlő igazságszolgáltatás (Equal Justice) | Eric Laneuville    | Daniel Arkin            | 2021. február 10. 2021. október 27.  | 6,31 millió | 806           |
| 155. | 7.  | Ösztön (Instinct)                           | Chad Saxton        | Scott Gold              | 2021. február 17. 2021. október 28.  | 5,87 millió | 807           |
| 156. | 8.  | Szolgálunk és védünk (Protect and Serve)    | Eriq La Salle      | Gwen Sigan & Ike Smith  | 2021. március 10. 2021. október 29.  | 5,89 millió | 808           |
| 157. | 9.  | Lehetetlen álom (Impossible Dream)          | Charles S. Carroll | Rick Eid & Gavin Harris | 2021. március 17. 2021. október 30.  | 6,21 millió | 809           |
| 158. | 10. | A radikális igazság (The Radical Truth)     | Lisa Demaine       | Scott Gold              | 2021. március 31. 2021. november 2.  | 6,42 millió | 810           |
| 159. | 11. | Az erőszak jelei (Signs of Violence)        | Bethany Rooney     | Gwen Sigan              | 2021. április 7. 2021. november 3.   | 5,80 millió | 811           |
| 160. | 12. | Védelemhez való jog (Due Process)           | Guy Ferland        | Rick Eid & Gavin Harris | 2021. április 21. 2021. november 4.  | 5,89 millió | 812           |
| 161. | 13. | Gondűző baba (Trouble Dolls)                | John Polson        | Scott Gold              | 2021. május 5. 2021. november 5.     | 5,67 millió | 813           |
| 162. | 14. | Biztonság (Safe)                            | SJ Main Muñoz      | Gavin Harris            | 2021. május 12. 2021. november 6.    | 5,94 millió | 814           |
| 163. | 15. | A helyes dolog (The Right Thing)            | Vince Misiano      | Rick Eid & Gwen Sigan   | 2021. május 19. 2021. november 9.    | 5,64 millió | 815           |
| 164. | 16. | A másik oldal (The Other Side)              | Chad Saxton        | Rick Eid & Gwen Sigan   | 2021. május 26. 2021. november 10.   | 6,33 millió | 816           |

## 9. évad (2021–2022)
| Sor. | Év. | Cím                                   | Rendező            | Író                                                     | Premier                               | Nézettség   | Gyártási szám |
| ---- | --- | ------------------------------------- | ------------------ | ------------------------------------------------------- | ------------------------------------- | ----------- | ------------- |
| 165. | 1.  | Lezárás (Closure)                     | Vince Misiano      | Rick Eid & Gwen Sigan                                   | 2021. szeptember 22. 2022. június 28. | 6,54 millió | 901           |
| 166. | 2.  | Düh (Rage)                            | Chad Saxton        | Gavin Harris & Matthew Newman                           | 2021. szeptember 29. 2022. június 29. | 6,22 millió | 902           |
| 167. | 3.  | A mellettem álló (The One Next to Me) | Bethany Rooney     | Scott Gold                                              | 2021. október 6. 2022. június 30.     | 5,75 millió | 903           |
| 168. | 4.  | A sötétben (In the Dark)              | Carl Seaton        | Gwen Sigan                                              | 2021. október 13. 2022. július 1.     | 5,98 millió | 904           |
| 169. | 5.  | Burnside (Burnside)                   | Brenna Malloy      | Ike Smith                                               | 2021. október 20. 2022. július 2.     | 5,57 millió | 905           |
| 170. | 6.  | A szolgálat vége (End of Watch)       | Marc Roskin        | Gavin Harris                                            | 2021. október 27. 2022. július 5.     | 5,62 millió | 906           |
| 171. | 7.  | Bízz bennem! (Trust Me)               | Chad Saxton        | Matthew Newman                                          | 2021. november 3. 2022. július 6.     | 5,58 millió | 907           |
| 172. | 8.  | Törések (Fractures)                   | Charles S. Carroll | Scott Gold                                              | 2021. november 10. 2022. július 7.    | 5,58 millió | 908           |
| 173. | 9.  | Kiút (A Way Out)                      | Lisa Robinson      | Gwen Sigan                                              | 2021. december 8. 2022. július 8.     | 5,64 millió | 909           |
| 174. | 10. | Az otthon biztonsága (Home Safe)      | Lisa Demaine       | Elena Perez                                             | 2022. január 5. 2022. július 9.       | 6,06 millió | 910           |
| 175. | 11. | Hazugságok (Lies)                     | Eif Rivera         | Történet: Gavin Harris & Ike Smith Tévéjáték: Ike Smith | 2022. január 12. 2022. július 26.     | 5,81 millió | 911           |
| 176. | 12. | Védeni (To Protect)                   | Bethany Rooney     | Gavin Harris                                            | 2022. január 19. 2022. július 27.     | 5,79 millió | 912           |
| 177. | 13. | Állóvíz (Still Water)                 | Chad Saxton        | Gwen Sigan                                              | 2022. február 23. 2022. július 28.    | 6,01 millió | 913           |
| 178. | 14. | Vérrokon (Blood Relation)             | Guy Ferland        | Scott Gold                                              | 2022. március 2. 2022. július 29.     | 5,81 millió | 914           |
| 179. | 15. | Eltűnt (Gone)                         | Brenna Malloy      | Matthew Newman                                          | 2022. március 9. 2022. július 30.     | 6,38 millió | 915           |
| 180. | 16. | Közelebb (Closer)                     | Chad Saxton        | Gwen Sigan                                              | 2022. március 16. 2022. augusztus 2.  | 5,33 millió | 916           |
| 181. | 17. | Elsodródva (Adrift)                   | Marc Roskin        | Gavin Harris                                            | 2022. április 6. 2022. augusztus 3.   | 5,71 millió | 917           |
| 182. | 18. | Új őrző (New Guard)                   | Takashi Doscher    | Scott Gold                                              | 2022. április 13. 2022. augusztus 4.  | 5,92 millió | 918           |
| 183. | 19. | Bolondok aranya (Fool's Gold)         | Bethany Rooney     | Ike Smith                                               | 2022. április 20. 2022. augusztus 5.  | 6,08 millió | 919           |
| 184. | 20. | Emlékek (Memory)                      | Benny Boom         | Gwen Sigan                                              | 2022. május 11. 2022. augusztus 6.    | 5,56 millió | 920           |
| 185. | 21. | Kártyavár (House of Cards)            | Vince Misiano      | Gavin Harris                                            | 2022. május 18. 2022. augusztus 9.    | 5,47 millió | 921           |
| 186. | 22. | Te és én (You and Me)                 | Chad Saxton        | Gwen Sigan                                              | 2022. május 25. 2022. augusztus 10.   | 5,98 millió | 922           |

## 10. évad (2022–2023)
| Sor. | Év. | Cím                                            | Rendező             | Író                                                     | Premier                                 | Nézettség   | Gyártási szám |
| ---- | --- | ---------------------------------------------- | ------------------- | ------------------------------------------------------- | --------------------------------------- | ----------- | ------------- |
| 187. | 1.  | Hadd vérezzen! (Let It Bleed)                  | Chad Saxton         | Gwen Sigan                                              | 2022. szeptember 21. 2023. augusztus 4. | 5,48 millió | 1001          |
| 188. | 2.  | Az igazi Te (The Real You)                     | Lisa Robinson       | Gavin Harris                                            | 2022. szeptember 28. 2023. augusztus 4. | 5,44 millió | 1002          |
| 189. | 3.  | Egy jó ember (A Good Man)                      | Carl Seaton         | Scott Gold                                              | 2022. október 5. 2023. augusztus 8.     | 5,95 millió | 1003          |
| 190. | 4.  | Dónde Vives (Dónde Vives)                      | Brenna Malloy       | Kevin Deiboldt                                          | 2022. október 12. 2023. augusztus 9.    | 5,65 millió | 1004          |
| 191. | 5.  | Rózsaszín köd (Pink Cloud)                     | Chad Saxton         | Gwen Sigan                                              | 2022. október 19. 2023. augusztus 10.   | 5,58 millió | 1005          |
| 192. | 6.  | Szimpatikus vészreakció (Sympathetic Reflex)   | Bethany Rooney      | Ike Smith                                               | 2022. november 2. 2023. augusztus 11.   | 5,06 millió | 1006          |
| 193. | 7.  | A mélybe (Into the Deep)                       | Takashi Doscher     | Scott Gold                                              | 2022. november 9. 2023. augusztus 12.   | 4,74 millió | 1007          |
| 194. | 8.  | A felszín alatt (Under the Skin)               | Marc Roskin         | Gavin Harris                                            | 2022. november 16. 2023. augusztus 15.  | 5,39 millió | 1008          |
| 195. | 9.  | Bizonyítási teher (Proof of Burden)            | Chad Saxton         | Gwen Sigan                                              | 2022. december 7. 2023. augusztus 16.   | 5,39 millió | 1009          |
| 196. | 10. | Ez a munka (This Job)                          | John Hyams          | Jeffrey M. Lee                                          | 2023. január 4. 2023. augusztus 17.     | 5,59 millió | 1010          |
| 197. | 11. | Rég elveszett (Long Lost)                      | Oz Scott            | Kevin Deiboldt                                          | 2023. január 11. 2023. augusztus 18.    | 5,45 millió | 1011          |
| 198. | 12. | Elengethetlek (I Can Let You Go)               | Gia-Rayne B. Harris | Történet: Gwen Sigan & Scott Gold Tévéjáték: Scott Gold | 2023. január 18. 2023. augusztus 19.    | 5,58 millió | 1012          |
| 199. | 13. | Belső szellemek (The Ghost in You)             | Benny Boom          | Gavin Harris                                            | 2023. február 15. 2023. augusztus 22.   | 5,20 millió | 1013          |
| 200. | 14. | Csapdába esve (Trapped)                        | Chad Saxton         | Gwen Sigan                                              | 2023. február 22. 2023. augusztus 23.   | 5,71 millió | 1014          |
| 201. | 15. | Vér és becsület (Blood and Honor)              | Vince Misiano       | Gwen Sigan & Kevin Deiboldt                             | 2023. március 1. 2023. augusztus 24.    | 5,03 millió | 1015          |
| 202. | 16. | Holtponton (Deadlocked)                        | Jesse Lee Soffer    | Matthew Brown                                           | 2023. március 22. 2023. augusztus 25.   | 4,97 millió | 1016          |
| 203. | 17. | Ki a mélységből (Out of the Depths)            | Guy Ferland         | Elena Perez                                             | 2023. március 29. 2023. augusztus 26.   | 5,20 millió | 1017          |
| 204. | 18. | Csak kétszer halhatsz meg (You Only Die Twice) | Jon Cassar          | Gavin Harris                                            | 2023. április 5. 2023. augusztus 29.    | 5,04 millió | 1018          |
| 205. | 19. | A légtelenítő szelep (The Bleed Valve)         | Bethany Rooney      | Scott Gold                                              | 2023. május 3. 2023. augusztus 30.      | 5,01 millió | 1019          |
| 206. | 20. | Harcolj! (Fight)                               | Victor Macias       | Sean Collins-Smith                                      | 2023. május 10. 2023. augusztus 31.     | 4,87 millió | 1020          |
| 207. | 21. | Új élet (New Life)                             | Carl Seaton         | Gavin Harris                                            | 2023. május 17. 2023. szeptember 1.     | 4,91 millió | 1021          |
| 208. | 22. | Egy jobb hely (A Better Place)                 | Chad Saxton         | Történet: Brian Luce Tévéjáték: Gwen Sigan              | 2023. május 24. 2023. szeptember 2.     | 4,76 millió | 1022          |

## 11. évad (2024)
| Sor. | Év. | Cím                                      | Rendező          | Író                                                                  | Premier                            | Nézettség   | Gyártási szám |
| ---- | --- | ---------------------------------------- | ---------------- | -------------------------------------------------------------------- | ---------------------------------- | ----------- | ------------- |
| 209. | 1.  | Harag (Unpacking)                        | Chad Saxton      | Gwen Sigan                                                           | 2024. január 17. 2024. október 2.  | 5,82 millió | 1101          |
| 210. | 2.  | Visszatérők (Back On The Job)            | Lisa Robinson    | Gavin Harris                                                         | 2024. január 24. 2024. október 2.  | 5,48 millió | 1102          |
| 211. | 3.  | Menedék (Safe Harbor)                    | Takashi Doscher  | Scott Gold                                                           | 2024. január 31. 2024. október 3.  | 5,53 millió | 1103          |
| 212. | 4.  | Menekülés (Escape)                       | Chad Saxton      | David Rambo                                                          | 2024. február 7. 2024. október 3.  | 5,07 millió | 1104          |
| 213. | 5.  | A pillanat tört része (Split Second)     | Eric Laneuville  | Tiffany Bratcher                                                     | 2024. február 21. 2024. október 4. | 5,35 millió | 1105          |
| 214. | 6.  | Túlélés (Survival)                       | Victor Macias    | Matthew Browne                                                       | 2024. február 28. 2024. október 4. | 5,16 millió | 1106          |
| 215. | 7.  | Élők és holtak (The Living and the Dead) | Chad Saxton      | Történet: Gavin Harris és Gwen Sigan Tévéjáték: Gwen Sigan           | 2024. március 20. 2024. október 5. | 5,06 millió | 1107          |
| 216. | 8.  | Terepen (On Paper)                       | Nicole Rubio     | Történet: Gavin Harris és Jeffrey M. Lee Tévéjáték: Jeffrey M. Lee   | 2024. március 27. 2024. október 8. | 5,17 millió | 1108          |
| 217. | 9.  | Együtt vagyunk (Somos Uno)               | Chad Sexton      | Gavin Harris                                                         | 2024. április 3. 2024. október 8.  | 4,75 millió | 1109          |
| 218. | 10. | Eltemetett emlékek (Buried Pieces)       | Brenna Malloy    | Gwen Sigan                                                           | 2024. május 1. 2024. október 9.    | 5,01 millió | 1110          |
| 219. | 11. | A vízválasztó (The Water Line)           | Gia-Rayne Harris | Scott Gold                                                           | 2024. május 8. 2024. október 10.   | 4,73 millió | 1111          |
| 220. | 12. | Leltár (Inventory)                       | Jesse Lee Soffer | Gavin Harris és Gwen Sigan                                           | 2024. május 15. 2024. október 11.  | 4,99 millió | 1112          |
| 221. | 13. | Több (More)                              | Chad Saxton      | Történet: Rick Eid, Gavin Harris és Gwen Sigan Tévéjáték: Gwen Sigan | 2024. május 22. 2024. október 12.  | 4,89 millió | 1113          |

## 12. évad (2024–2025)
| Sor. | Év. | Cím                       | Rendező         | Író                                                                          | Premier              | Nézettség   | Gyártási szám |
| ---- | --- | ------------------------- | --------------- | ---------------------------------------------------------------------------- | -------------------- | ----------- | ------------- |
| 222. | 1.  | Ten Ninety-Nine           | Chad Saxton     | Gwen Sigan                                                                   | 2024. szeptember 25. | 4,31 millió | 1201          |
| 223. | 2.  | Blood Bleeds Blue         | Victor Macias   | Gavin Harris                                                                 | 2024. október 2.     | 4,82 millió | 1202          |
| 224. | 3.  | Off Switch                | Takashi Doscher | Matthew Browne                                                               | 2024. október 9.     | 4,34 millió | 1203          |
| 225. | 4.  | The After                 | Marc Roskin     | Mellori Velasquez                                                            | 2024. október 16.    | 4,75 millió | 1204          |
| 226. | 5.  | Water and Honey           | Chad Saxton     | Gwen Sigan                                                                   | 2024. október 23.    | 4,77 millió | 1205          |
| 227. | 6.  | Pawns                     | John Hyams      | Joe Halpin                                                                   | 2024. november 6.    | 4,45 millió | 1206          |
| 228. | 7.  | Contrition                | Gonzalo Amat    | Gavin Harris                                                                 | 2024. november 13.   | 4,34 millió | 1207          |
| 229. | 8.  | Penance                   | Chad Saxton     | Gwen Sigan                                                                   | 2024. november 20.   | 4,36 millió | 1208          |
| 230. | 9.  | Friends and Family        | Takashi Doscher | Tiffany Bratcher és Bridget Tyler                                            | 2025. január 8.      | 4,73 millió | 1209          |
| 231. | 10. | Zoe                       | Lisa Robinson   | Történet: Gwen Sigan és Gavin Harris Tévéjáték: Gwen Sigan és Matthew Browne | 2025. január 22.     | 4,86 millió | 1210          |
| 232. | 11. | In the Trenches: Part III | Chad Saxton     | Történet: Gwen Sigan és Gavin Harris Tévéjáték: Gavin Harris                 | 2025. január 29.     | 6,39 millió | 1211          |
| 233. | 12. | The Good Shepherd         | Brenna Malloy   | Mellori Velasquez                                                            | 2025. február 5.     | 4,47 millió | 1212          |
| 234. | 13. | Street Jesus              | John Polson     | Rick Eid és Joe Halpin                                                       | 2025. február 19.    | 4,68 millió | 1213          |
| 235. | 14. | Marie                     | Carl Seaton     | Történet: Gwen Sigan és Gavin Harris Tévéjáték: Gavin Harris                 | 2025. február 26.    | 4,60 millió | 1214          |
| 236. | 15. | Greater Good              | Victor Macias   | Gavin Harris és Gwen Sigan                                                   | 2025. március 5.     | 4,40 millió | 1215          |
| 237. | 16. | Seen and Unseen           | Stephen Surjik  | Gavin Harris és Gwen Sigan                                                   | 2025. március 26.    | 4,83 millió | 1216          |
| 238. | 17. | Transference              | Chad Saxton     | Matthew Browne                                                               | 2025. április 2.     | 4,66 millió | 1217          |
| 239. | 18. | Demons                    | Paul McCrane    | Gavin Harris                                                                 | 2025. április 16.    | 4,44 millió | 1218          |
| 240. | 19. | Name Image Likeness       | Keesha Sharp    | Mellori Velasquez                                                            | 2025. április 23.    | 4,17 millió | 1219          |
| 241. | 20. | Black Ice                 | John Polson     | Gwen Sigan és Tiffany Bratcher                                               | 2025. május 7.       | 4,42 millió | 1220          |
| 242. | 21. | Open Casket               | Victor Macias   | Gavin Harris                                                                 | 2025. május 14.      | 4,29 millió | 1221          |
| 243. | 22. | Vows                      | Chad Saxton     | Gwen Sigan                                                                   | 2025. május 21.      | 4,75 millió | 1222          |

## 13. évad (2025–2026)
| Sor. | Év. | Cím | Rendező | Író | Premier          | Nézettség | Gyártási szám |
| ---- | --- | --- | ------- | --- | ---------------- | --------- | ------------- |
| 244. | 1.  | ?   |         |     | 2025. október 1. |           | 1301          |

## Fordítás
Ez a szócikk részben vagy egészben  a   List of Chicago P.D. episodes című angol Wikipédia-szócikk ezen változatának fordításán alapul.  Az eredeti cikk szerkesztőit annak laptörténete sorolja fel. Ez a jelzés csupán a megfogalmazás eredetét és a szerzői jogokat jelzi, nem szolgál a cikkben szereplő információk forrásmegjelöléseként.